# Erinnerung (Psychologie)
Erinnerung ist das mentale Wiedererleben früherer Erlebnisse und Erfahrungen.
Erinnerungen an Episoden (d. h. Erlebnisse) stammen aus dem autobiographischen Gedächtnis und unterscheiden sich vom Wissen über Episoden (d. h. Ereignisse).

## Forschungsgeschichte
Der Kirchenlehrer Augustinus von Hippo stellte in seiner Philosophie der Zeit  die Erinnerung als psychologischen Aspekt der Vergangenheit deren physikalischem Aspekt (Zeitmessung) gegenüber. Über den Gegensatz Vergangenheit/Zukunft ergibt sich so ein Gegensatz zur Erwartung (dem psychologischen Aspekt der Zukunft).
Hermann Ebbinghaus  (1850–1909) war  Pionier der experimentellen Gedächtnisforschung mit seinen Arbeiten zur Lern- und Vergessenskurve.  Mitte des 20. Jahrhunderts war Frederic Bartlett ein bedeutender britischer Forscher auf dem Gebiet der Erinnerung. Als  experimenteller Psychologe konzentrierte er sich auf die Fehler, die Menschen beim Abrufen neuer Informationen machten. Eines seiner bekanntesten Werke war „Remembering: A Study in Experimental and Social Psychology“, das er 1932 veröffentlichte.
Bis 2000 galten Erinnerungen als nicht veränderbar.

## Eigenschaften
Erinnerungen sind meist multimedial: Sie enthalten bildhafte Elemente, Szenen, die wie ein Film ablaufen, Geräusche und Klangfarben, oft auch Gerüche und vor allem Gefühle.
Erinnerungen stammen aus dem sequenziellen Langzeitgedächtnis, dem episodischen Gedächtnis. Sie sind dort in komprimierter Form enthalten und müssen zur Aktivierung aufbereitet werden. Je nach Art der Erinnerung ist dies mit beinahe als fotografisch empfundener Schärfe möglich, oder man kann sich nur noch vage erinnern.
Ereignisse, die man häufig und ähnlich erlebt hat, verschmelzen mit der Zeit zu einem mentalen Schema und lassen sich dann oft nicht mehr als einzelne Erinnerung abrufen (Assimilation (Lernpsychologie)).

### Aktive Erinnerung
Diese kann aktiv mit Hilfe des Erinnerungsvermögens erfolgen, indem man versucht, sich an einen Vorfall zu erinnern, zum Beispiel beim Überprüfen der eigenen Gedächtnisinhalte („Wie war das doch damals? Weißt du noch?“) oder bei einer Zeugenaussage.

### Spontane Erinnerung
Die mentale Wiederbelebung früherer Erlebnisse und Erfahrungen kann auch ganz spontan erfolgen, indem ein Gefühl (oft vorsprachlich), ein Gedanke oder eine Wahrnehmung durch Assoziation an ein früheres Erlebnis erinnert.

## Gestörtes Erinnerungsvermögen
- Erinnerungen, die unter Hypnose oder Drogeneinfluss auftreten, sind nicht verlässlich (David G.Myers 2008).[4]
- Erinnerungen aus den ersten drei Lebensjahren sind nicht verlässlich.[5]
- Erinnerungen können emotional aufwühlen, ohne dass dies ihre Übereinstimmung mit tatsächlichen Erlebnissen bestätigt (siehe: Ärger).

## Zitat
„Das erinnernde Selbst komponiert Geschichten und bewahrt sie auf, um in Zukunft darauf zurückgreifen zu können.“